# Alani

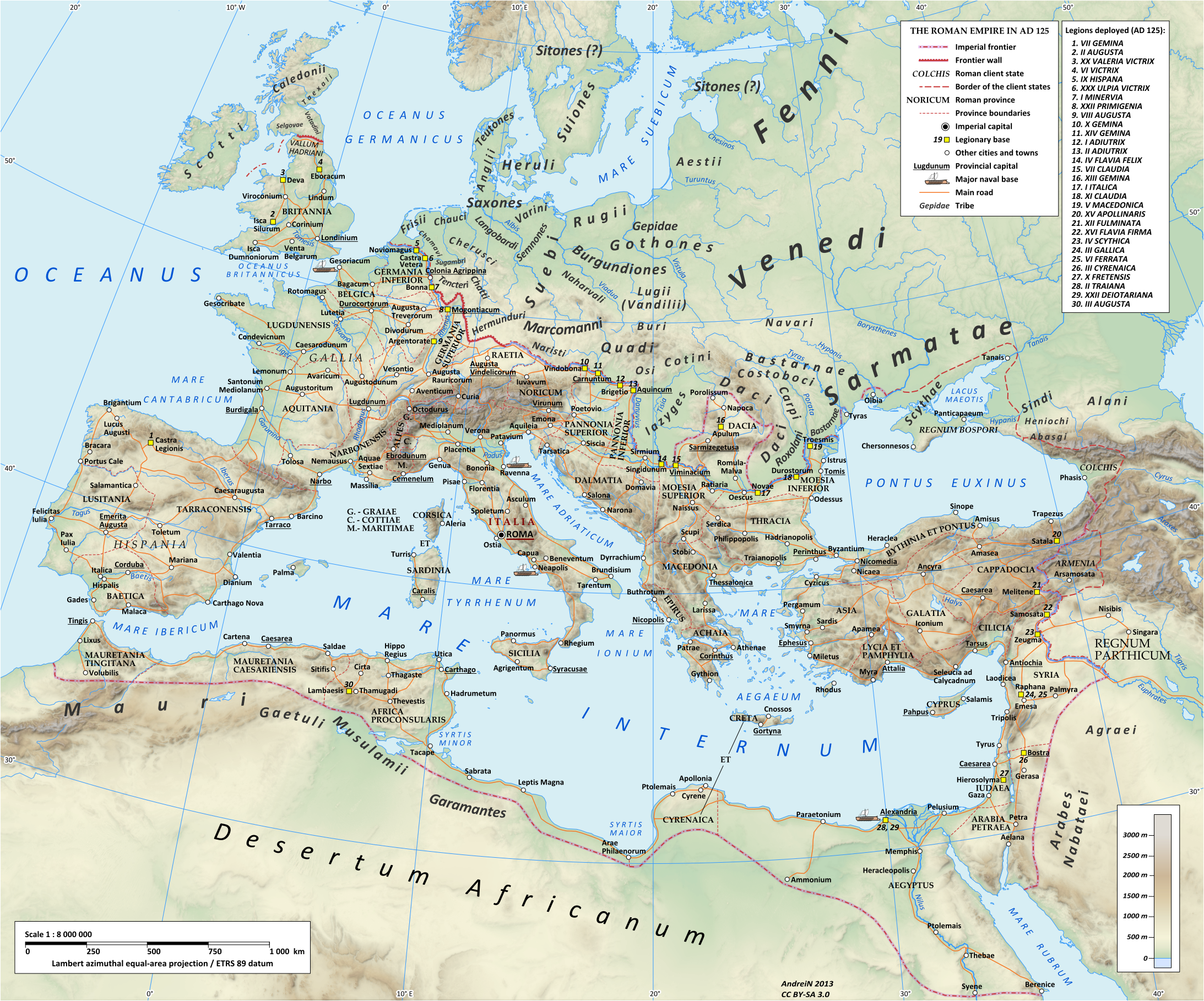
Harta Imperiului Roman în timpul împăratului Hadrian, localizându-i pe alani în nord-estul Munților Caucaz.

Alanii (sau Alauni, Halani, Așii, Iașii, Iazygii) sunt un popor de origine sarmată, inițial un popor nomad, de origine indo-europeană. Cea mai apropiată populație înrudită: roxolanii. Descendenții alanilor, denumiți oseți, osetini sau „iron” (denumirea proprie, folosită în Oseția), trăiesc astăzi în Rusia (Federația Rusă) în principal în Republica Autonomă Alania/Oseția (denumirea Oseția este oficială, alături de Alania), de pe versantul nordic al muntelui Caucazul Mare, între Republica Autonomă Ingușeția, regiunea Stavropol, Republica Autonomă Kabardino-Balkară și Republica Georgia (la sud.) Limba osetă (osetină) face parte din grupul nord-estic al dialectelor iranice (împreună cu avestana, bactriana, sogdiana și horezmiana; vezi și listă de limbi dispărute).

## Istorie

### Origini
Alanii sunt atestați în izvoarele istorice începând cu secolul I în zona de stepă dintre Don și Volga, la de nord Caucaz. Din aceste regiuni, alanii făceau repetate incursiuni de jaf în Persia și în provinciile caucaziene și danubiene ale Imperiului Roman. Istoricul roman Ammianus Marcellinus descria alanii ca fiind „[...] aproape toți înalți și frumoși. Părul le este în general blond și ochii lor sunt înfricoșător de mândri”. Tot Ammianus arată că alanii erau continuatorii triburilor nomade ale massageților, sarmaților și ai sciților, popoare iranice care ocupau de circa două milenii stepa dintre lacul Aral, Marea Caspică și Dunăre.

### Invazia Galiei
Atacați și învinși de huni în jurul anului 370, o parte dintre alani s-au retras din stepă spre nord-vest, fiind cu timpul asimilați de slavi, și au contribuit la începutul marii migrații slave spre Europa centrală și regiunea balcanică.
Sub influența Imperiului Roman de Răsărit, alanii s-au convertit la creștinism.
Majoritatea alanilor s-a deplasat în epoca marii migrații a popoarelor (sec. IV-VI) spre vest, intrând în alianțe cu alte popoare migratoare, în principal cu vandalii germanici, cu hunii și avarii, secole mai târziu cu pecenegii și cumanii, ajungând să fie colonizați pe teritoriul Imperiului Roman. Au fost frecvent folosiți ca mercenari alături de legiunile romane.
Principalele triburi alane s-au aliat cu triburile germanice ale vandalilor și suebilor și și-au continuat migrația în vest, spre provincia romană Galia. Grigore de Tours descrie, în Liber Historiae Francorum, bătălia din 31 decembrie 406, când vandalii și alanii (aceștia din urmă sub regele Respendiol) au pătruns în Galia trecând Rinul, în pofida opoziției puternice a francilor.
Un alt grup alan, separat de vandali și condus de regele Goar, a trecut Rinul și s-a stabilit în vestul Galiei, în zona Orléans și spre peninsula Bretania. Acest trib a participat apoi, alături de forțele mixte conduse de generalul roman Aetius, la luptele cu alianța forțelor conduse de huni, remarcându-se în bătălia de pe „câmpiile catalaunice” (la Châlons), care a oprit expansiunea vestică a hunilor.

### Europa de Est
Gheorghe Ghibănescu a arătat în cartea sa că în 1238, Berke, fratele lui Batu Han (conducătorul Hoardei de Aur), a zdrobit armata alanilor (iașilor) conduși de Caciar Ogala (lângă Marea Azov) și a determinat exodul a aproape 10.000 de alani în Moldova.
Este posibil ca denumirea de Târgul Ieșilor să fi apărut din acele vremuri. După aproape 60 de ani, în 1299-1302, o parte a alanilor părăsește Moldova și trece în Imperiul Bizantin, conform unor date furnizate de bizantinul Nicefor Gregoras. Au mai trecut și alte triburi de alani prin Moldova dar s-au stabilit în final în Ungaria, împreună cu cumanii . Alți cercetători consideră că o parte însemnată a alanilor a rămas în spațiul carpato-danubiano-nistrean, fiind asimilați de vlahi.

### Hispania și Africa

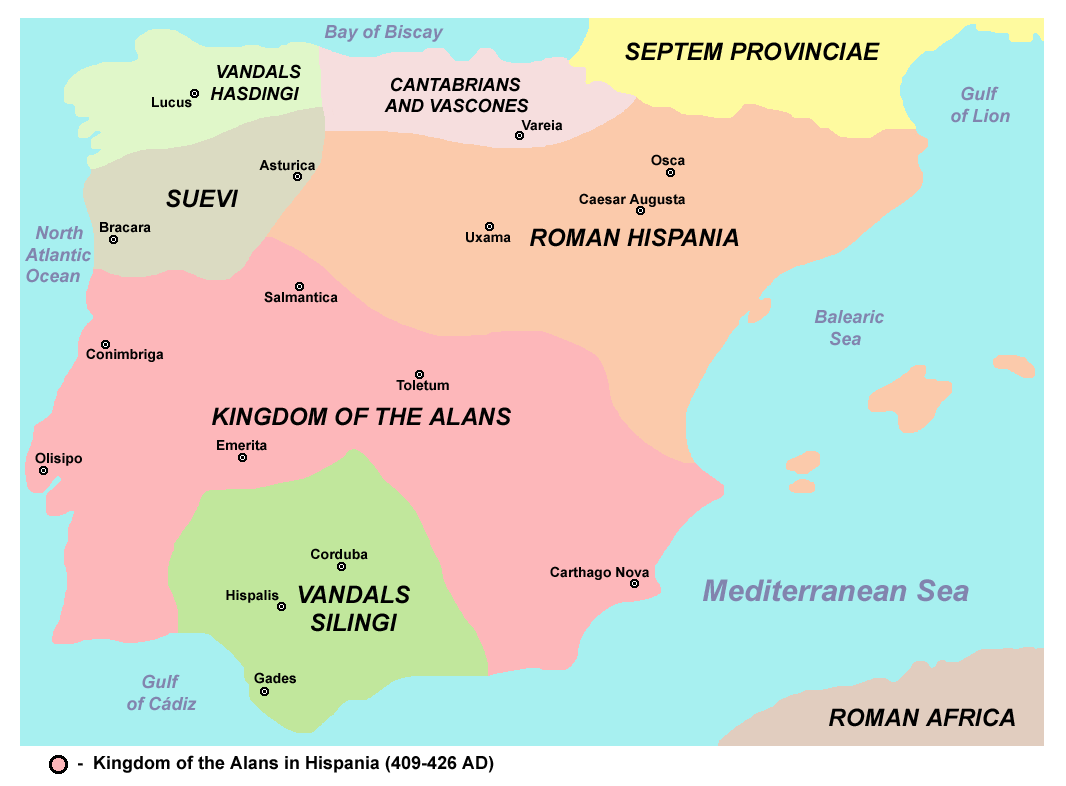
Regatul alanilor din Hispania

După destrămarea imperiului hun, acești alani „independenți” au renunțat la preocupările belicoase și au fost asimilați repede de populația galo-romană. Grupul alan aliat cu vandalii a rămas în Galia numai doi ani, după care au trecut Pirineii în Hispania și în 409 s-au stabilit, împreună cu aliații lor, în proinvinciile Lusitania (Portugalia de astăzi) și Carthaginensis (astăzi sudul Spaniei). În 418, în lupte cu vizigoții, care tocmai trecuseră și ei Pirineii, a fost ucis Attaces, ultimul rege alan. Alanii, refugiați împreună cu vandalii în provincia Gallaecia (Galicia de astăzi, la nord de Portugalia), s-au supus regelui vandal Gunderic.
Din cauza presiunii crescânde a vizigoților, care cucereau provincie după provincie, vandalii și alanii, sub regele Genseric, s-au strămutat în Africa, trecând în 429 strâmtoarea Coloanele lui Hercule (astăzi Gibraltar). După zece ani de conviețuire ostilă cu populația locală romanizată, care le cedase litoralul Algeriei de astăzi, vandalii și alanii pornesc în 439 la război. În același an, Genseric înființează „regatul vandalilor și alanilor” și cucerește toate provinciile romane din nordul Africii (regiunile de coastă ale Marocului, Algeriei și jumătatea de nord a Tunisiei de astăzi).

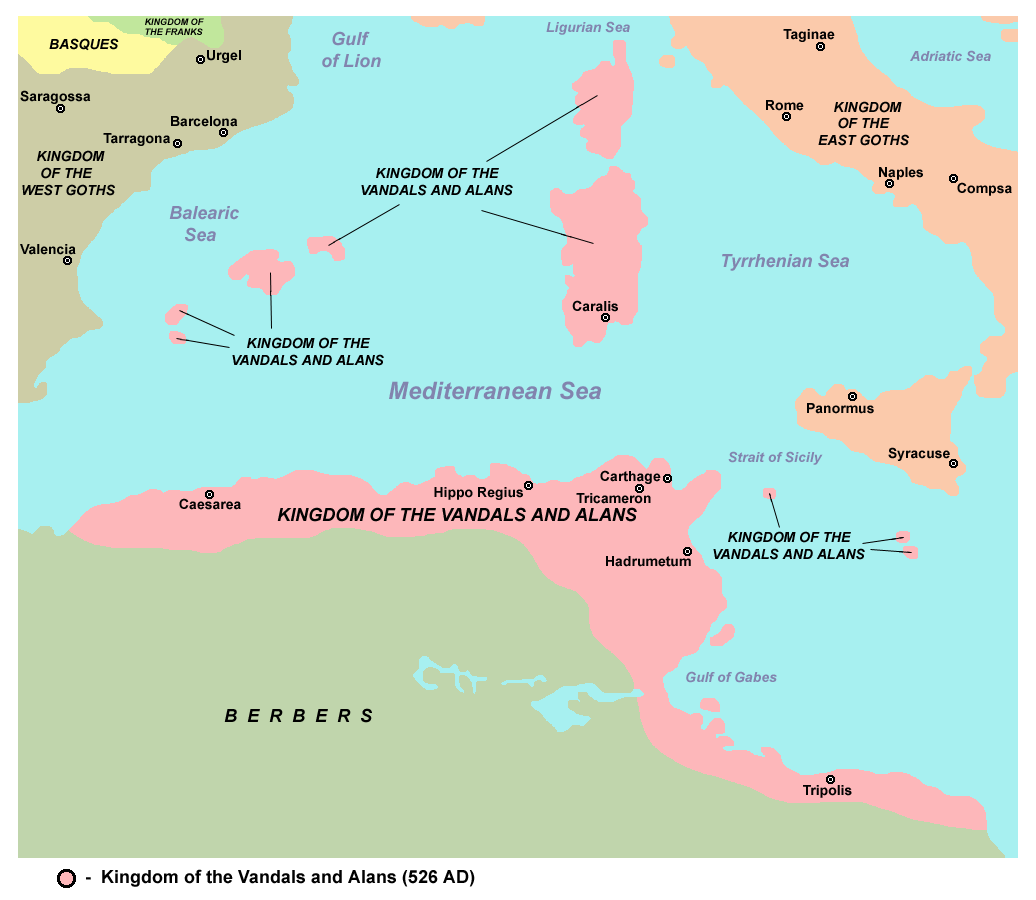
Regatul vandalilor și alanilor din 526.

În următorii ani au cucerit insulele Sicilia, Sardinia, Corsica și Baleare. În cei 94 de ani de existență a regatului vandalo-alan, cele două populații, puțin numeroase (sub 80.000) și ținând de creștinismul în varianta eretica a arianismului, nu a reușit să integreze numeroasa populație latinofonă, care ținea de creștinismul oficial roman și care era supusă unor discriminări și persecuții motivate confesional. Cele mai recente descoperiri arheologice atestă că populația vandalo-alană s-a adaptat rapid la felul de viață roman. Relația cu populația vecină berberă, din Munții Atlas, era încordată și au avut loc ciocniri armate sporadice.
Vandalii și alanii au fost singurele popoare din epoca migrațiilor care au dispus de flotă maritimă, cu ajutorul căreia au cucerit insulele din vestul Mării Mediterane. O mare flotă a imperiului roman răsăritean a fost distrusă în 468, iar Roma a fost jefuită („vandalizată”).
În 533, împăratul Iustinian I a trimis în Africa de nord o armată sub conducerea generalului Belizarie, care a învins armata vandalo-alană în același an, întâi în bătălia de la Ad Decium și apoi definitiv în bătălia de la Ticameron. Regatul vandalo-alan a fost desființat, iar Africa de nord a devenit provincie a Imperiului Roman de Răsărit. Vandalii și alanii rămași au fost asimilați repede de populațiile locale, dispărând din istorie.

### Alania medievală
O altă ramură a alanilor s-a retras în sud, în părțile adăpostite ale Munților Caucaz, pe teritoriul actual al Oseției și pe teritoriul apropiat din vest, al actualei Republici Autonome Karaciai-Cerchezia, teritorii locuite pe atunci de etnii din grupul Caucazian, in principal de cerchezi. Unii alani au fost asimilați de cerchezi. Ulterior, în secolele IX-XII, nomazii karaciai, vorbitori ai unui dialect turcic, venind dinspre stepele de la estul Marii Caspice, au cucerit regiunile est-cercheze încă locuite de alani și au devenit pătura conducătoare a populației alane. Cu timpul, alanii din actuala Karaciai-Cerchezia au adoptat dialectul turcic vorbit de karaciai și religia musulmană a conducatorilor lor. Totuși, pana astazi karaciaii se autodenumesc „alani” și se mândresc cu originea lor. Însă numai alanii caucazieni din Oseția sunt cei care au reușit să se mențină cu limba proprie (nord-est iraniană) și cultura proprie, neasimilat de popoare vecine.

## În prezent

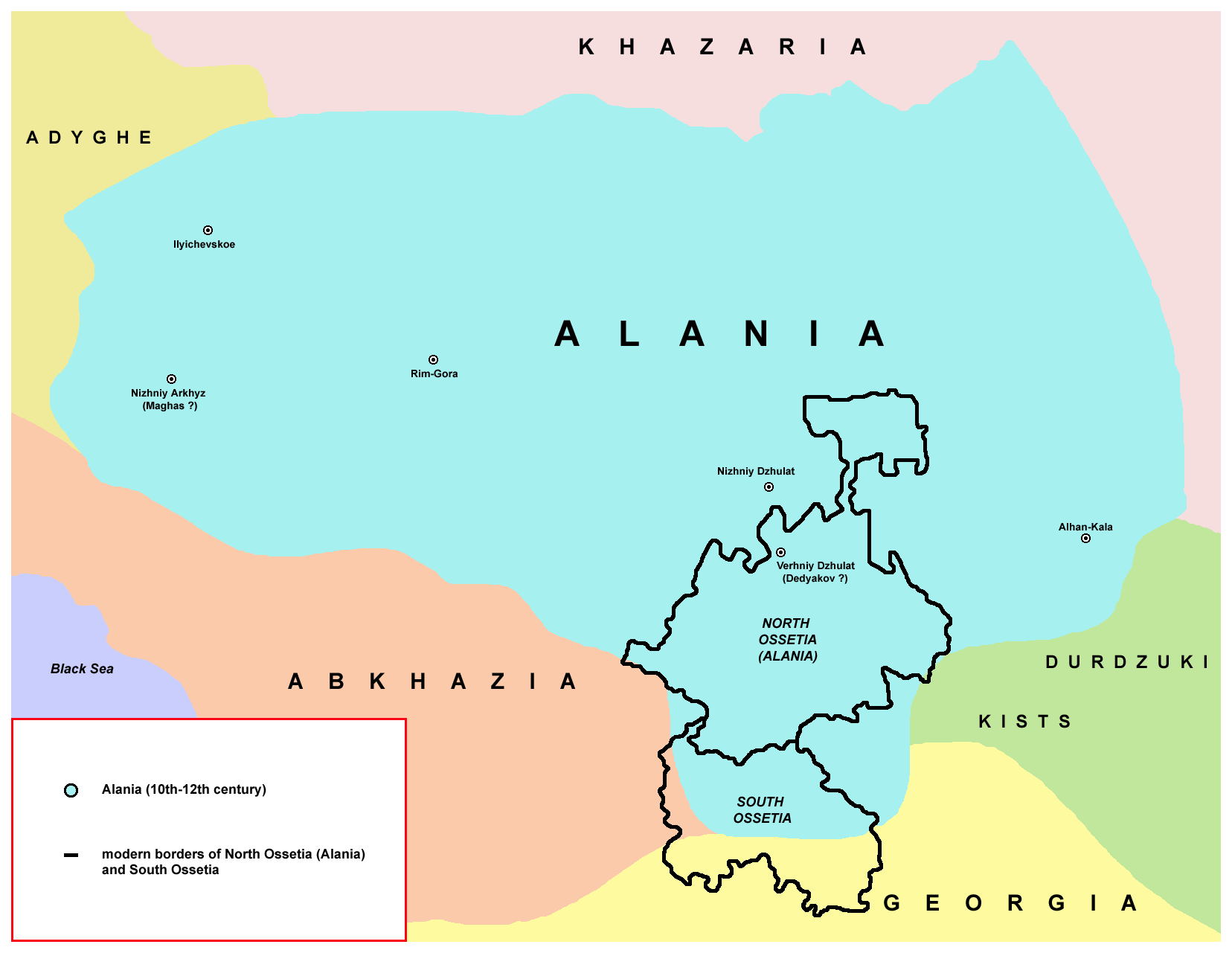
Harta Alaniei (secolele X-XII), conform istoricului Ruslan Suleimanovic Bzarov

Republica Autonomă Alania (Oseția) are o suprafață de 8.000 kilometri pătrați și 710.000 locuitori. Populația este formată în proporție de 63% din alani (oseți) și cuprinde majoritatea populației alane (osete) din Rusia. Limba alană (osetă) are statut de limbă oficială alături de limba rusă.
Pe versantul sudic al Caucazului Mare, în Georgia (Gruzia), există o populație de circa 160.000 alani, aflată în conflict cu guvernul georgian. Acesta respinge cererile separatiste ale alanilor.
Alanii rămași în zona Dunării de jos, puțin numeroși, s-au aliat cu cumanii și au continuat să trăiască în Bărăgan și Moldova până în preajma invaziei mongole (1241), când s-au refugiat în Ungaria, unde s-au stabilit, împreună cu cumanii, în câmpia de-a lungul Tisei. Cu timpul, s-au maghiarizat. În regiunea respectivă a Ungariei (vezi Jász-Nagykun-Szolnok) abundă toponimia care conține numele etnic alan: Jász- (e.g. Jászberény). Prezența alanilor pe teritoriul actual al României este atestată, între altele, de toponimul „Iași”.